# 巴鲁赫·马尔泽勒

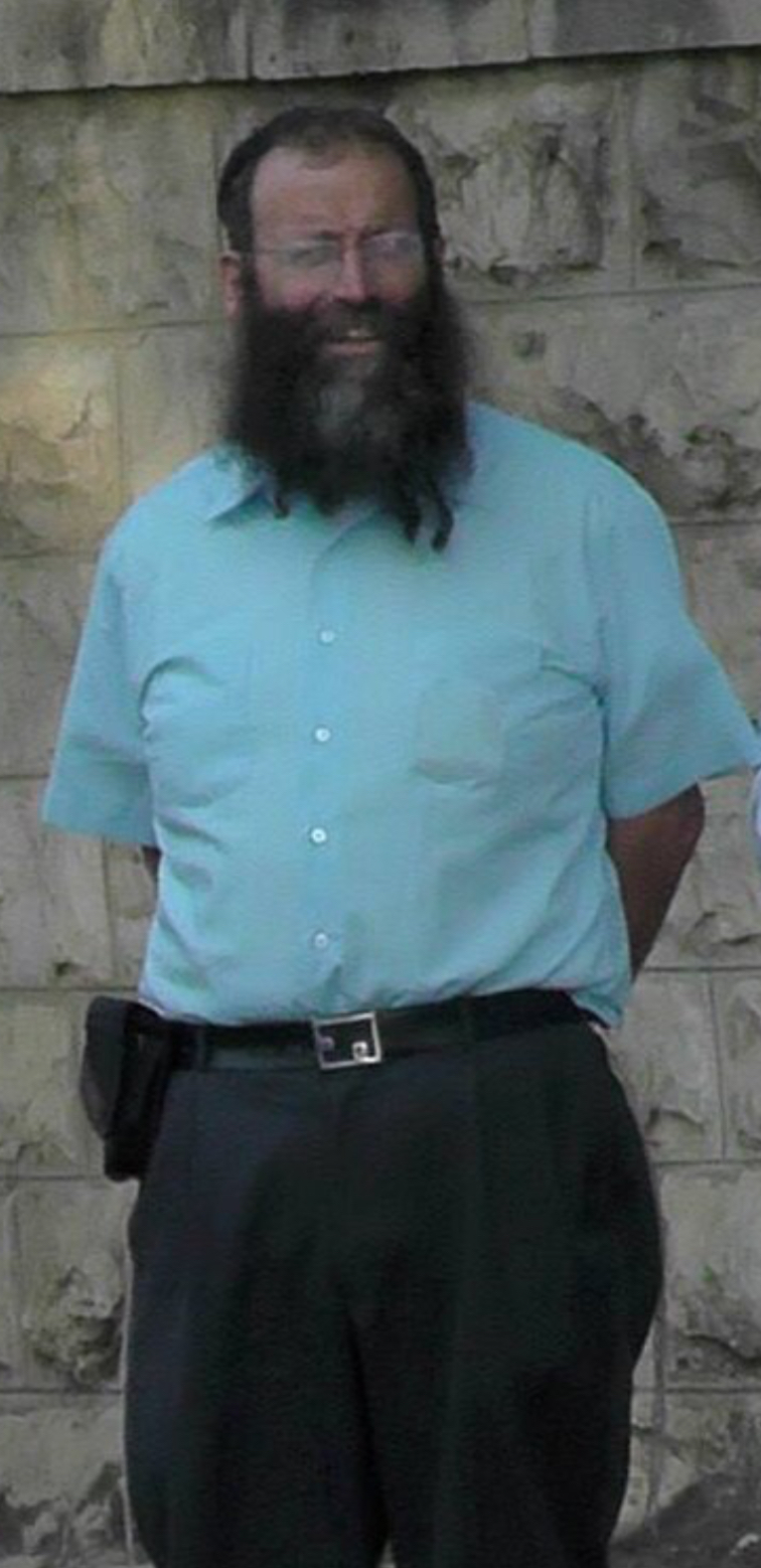
巴鲁赫·马尔泽勒

巴鲁赫·梅厄·马尔泽勒（希伯來語：ברוך מאיר מרזל，1959年4月23日—）是以色列极右翼政治人物和活动家。 他是一名来自波士顿的猶太教正統派教徒 。他也是犹太民族阵线的领导人，  曾是梅爾·卡漢的助手，担任凯煦发言人达十年之久。 

## 生平
马尔泽勒生于波士顿，六周大时随家人移民到以色列。他的父亲是教育界人士，不怎么涉足政治。 马尔泽勒曾在以色列裝甲軍服役，并参加了第五次中东战争。 
2000年，马尔泽勒在巴鲁赫·戈尔茨坦的墓前组织了一场派对。 
2004年，他创立了犹太民族阵线，在2006年以色列議會選舉期间，马尔泽勒呼吁以色列军方对左翼人物乌里·阿夫内里及其左翼合作者定点清除。 
马尔泽勒主张对以色列的同性恋者采取暴力，并呼吁对同性恋者发动宗教战争。 
马尔泽勒還反對犹太人的同化。 2006 年，马尔泽勒寫信給利诺·阿巴吉尔，要求她不要与非犹太裔立陶宛NBA球员沙鲁纳斯·亚西克维丘斯结婚。 2010年3月，他又寫信給以色列模特芭儿·拉法莉，要她不要嫁给她当时的非犹太裔男友、美国演员莱昂纳多·迪卡普里奥。 
2024年7月15日，欧盟對巴鲁赫·马尔泽勒列實施制裁，理由是他公开呼吁对巴勒斯坦人實行种族清洗。